# خانه اسدی
خانه اسدی مربوط به دوره صفوی است و در اصفهان، محله باب‌الدشت، بین خیابان مدرس و ابن سینا واقع شده و این اثر در تاریخ ۱۷ اسفند ۱۳۸۱ با شمارهٔ ثبت ۷۶۵۳ به‌عنوان یکی از آثار ملی ایران به ثبت رسیده‌است.